# Heterophleps fusca
Heterophleps fusca là một loài bướm đêm trong họ Geometridae.